# Арменакан
Арменакан - перша національно-політична партія вірмен  . Заснована восени 1885 в Вані однодумцями Мкртич Портуґалян  . У 1921 р  об'єдналася з лівими гнчакістамі і Рамкавар в партію Рамкавар-Азатакан Арменакан .

## Історія
У 1860-70-х роках вірменська суспільно-політична еліта з увагою ставилася до політичного, економічного та культурного розвитку вірменського народу, розділеного між трьома імперіями  . Підсумки чергової російсько-турецької війни, яка завершилася Берлінським конгресом, привели до надії розвитку Батьківщини. Переконавшись, що реформи в вірменських вилайетах, передбачені ст.61 Берлінського договору не втілюються у життя, вірмени приступили до створення таємних товариств і гуртків, які поширювали ідеї національно-визвольної боротьби.
Мкртич Хрімян ще у 1876 і 1877 роках у своїх творах писав про те, щоб країна готувалася до боротьби. Під керівництвом Мкртич Хрімяна, Мкртич Португаляна і Костянтина Камсаракана наприкінці 1879 року в Вані була створена національно-визвольна організація «Чорний Хрест». Діяльність організації поступово зійшла нанівець, коли османський уряд вислав Португаляна і Хрімяна, а Камсаракан був переведений по роботі до іншого місця  . 

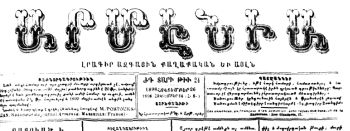
Обкладинка газети «Вірменія»

Мкртич Портуґалян оселився в Марселі і з 20 липня 1885 року розпочав видавати газету «Вірменія».
Колишні члени «Чорного Хреста» знову почали зустрічатися. Спочатку ці зустрічі організовували брати Григоріс і Мкртич Терлемезян Фанос Погосович. Восени 1885 року було створено першу вірменська політична партія. За назвою газети М.Португаляна партія була названа «Арменакан».
Ядром партії стали випускники Центрального ліцею Вана, заснованого М.Портуґаляном  .
В установчих зборах партії взяли участь Гевонд Ханджян, Григір Аджемян, Григоріс і Мкртич Терлемезян Фанос Погосович, Рубен Шатворян, Григір Пьозікян, Геворг Отян, Макнос Барутчян і Гарегін Багешцян.  Пізніше до партії вступили Арменак Екарян, Панос Терлемезян Фанос Погосович, Айрапетов Джанікян, Армен Шітанян, Артак Дарбинян, Мікаел Натанян та інші .
Програма партії передбачала звільнення Західної Вірменії від османського деспотизму.
Для досягнення цієї мети визнавалися прийнятними як збройна боротьба, так і підкупи або дипломатичні шляхи. М. Португалян мав певні надії і на реформи, які могли бути здійснені османським урядом  .
Партія мала осередки в Васпуракані (вілайєт Ван), Муше, Бітлісі, Трабзоні і Стамбулі. Місцеві партійні організації були також створені в інших районах Західної Вірменії, на Кавказі, а також в Болгарії, Єгипті, США, містах Персії Сельмас і Тебріз.
Ідеї партії привели до створення в Лондоні «Вірменського патріотичного суспільства Європи», який прагнув «завоювати для вірмен право правити самими собою шляхом революції».
Під час масових вбивств вірмен у 1890-х роках Мкртич Терлемезян Фанос Погосович керував оборонними боями Вана. Йому вдалося об'єднати навколо себе дашнаків і гнчакістів. Партія також взяла участь в Ванській самообороні 1915 року.
Група арменаканів, що врятувалася від різанини, об'єдналася з іншими політичними силами і створила партію Рамкавар-Азатакан Арменакан  .

## Див.  також
- Соціал-демократична партія Гнчакян
- Дашнакцутюн